# فلورا فيستا (نيومكسيكو)
فلورا فيستا (بالإنجليزية: Flora Vista CDP, New Mexico)‏ هي منطقة سكنية تقع بولاية نيومكسيكو في الولايات المتحدة. تبلغ مساحتها 5.4 كم2، وترتفع عن سطح البحر 1679 م، بلغ عدد سكانها 2,191 نسمة في عام 2010 حسب إحصاء مكتب تعداد الولايات المتحدة وتصل الكثافة السكانية فيها 405.7 نسمة لكل كيلومتر مربع (1,050.8/ميل2).

## الجغرافيا
تقع فلورا فيستا عند إحداثيات 36°48′08″N 108°04′57″W / 36.802152°N 108.082603°W.
وفقاً لمكتب تعداد الولايات المتحدة، تبلغ مساحة فلورا فيستا 2.1 ميل مربع (5.4 كـم2)، منها 2.0 ميل مربع (5.2 كـم2) يابسة و0.04 ميل مربع (0.10 كـم2) (1.93%) مياه.

## التركيبة السكانية
حدّد مكتب تعداد الولايات المتحدة بيانات التركيبة السكانية لفلورا فيستا في تعداد الولايات المتحدة. في ما يلي، التركيبة السكانية حسب تعدادي 2000 و2010.

### تعداد عام 2000
بلغ عدد سكان فلورا فيستا 1,383 نسمة بحسب تعداد عام 2000، وبلغ عدد الأسر 504 أسرة وعدد العائلات 406 عائلة مقيمة في المنطقة السكنية. في حين سجلت الكثافة السكانية 256.1 نسمة لكل كيلومتر مربع (663.3/ميل2). وبلغ عدد الوحدات السكنية 537 وحدة بمتوسط كثافة قدره 99.4 لكل كيلومتر مربع (257.4/ميل2).
وتوزع التركيب العرقي للمنطقة السكنية بنسبة 87.13% من البيض و0.29% من الأمريكيين الأفارقة و3.33% من الأمريكيين الأصليين و0.14% من الأمريكيين ذوي الأصول الآسيوية و5.21% من الأعراق الأخرى و3.90% من عرقين مختلطين أو أكثر و17.79% من الهسبانيون أو اللاتينيون من أي عرق.
بلغ عدد الأسر 504 أسرة كانت نسبة 37.7% منها لديها أطفال تحت سن الثامنة عشر تعيش معهم، وبلغت نسبة الأزواج القاطنين مع بعضهم البعض 68.3% من أصل المجموع الكلي للأسر، ونسبة 8.3% من الأسر كان لديها معيلات من الإناث دون وجود شريك،  بينما كانت نسبة 4% من الأسر لديها معيلون من الذكور دون وجود شريكة وكانت نسبة 19.4% من غير العائلات. تألفت نسبة 15.1% من أصل جميع الأسر من عدة أفراد يعيشون في نفس المنزل ونسبة 5.4% كانت تتألف من شخص يعيش بمفرده يبلغ من العمر 65 عاماً أو أكثر. وبلغ متوسط حجم الأسرة المعيشية 2.74، أما متوسط حجم العائلات فبلغ 3.03.
بلغ العمر الوسطي للسكان 40.1 عاماً. وكانت نسبة 26.4% من القاطنين تحت سن الثامنة عشر، وكانت نسبة 7.7% بين الثامنة عشر والرابعة والعشرين عاماً، ونسبة 23.6% كانت واقعةً في الفئة العمرية ما بين الخامسة والعشرين والرابعة والأربعين عاماً، ونسبة 28.6% كانت ما بين الخامسة والأربعين والرابعة والستين، ونسبة 13.4% كانت ضمن فئة الخامسة والستين عاماً فما فوق. يوجد لكل 100 أنثى 101.9 ذكر، ويوجد لكل 100 أنثى في الثامنة عشر من عمرها فما فوق 101.6 ذكر.
بلغ متوسط دخل الأسرة في المنطقة السكنية 46,157 دولارًا، أما متوسط دخل العائلة فبلغ 46,071 دولارًا. وكان متوسط دخل الذكور 40,481 دولارًا مقابل 20,125 دولارًا للإناث. وسجل دخل الفرد الخاص بالمنطقة السكنية 20,189 دولارًا. وكانت نسبة 8.1% من العائلات ونسبة 12.1% من السكان تحت خط الفقر، وكان من هؤلاء نسبة 16.2% تحت سن الثامنة عشر ونسبة 9.8% في الخامسة والستين من العمر وما فوق.

### تعداد عام 2010
بلغ عدد سكان فلورا فيستا 2,191 نسمة بحسب تعداد عام 2010، وبلغ عدد الأسر 880 أسرة وعدد العائلات 643 عائلة مقيمة في المنطقة السكنية. في حين سجلت الكثافة السكانية 405.7 نسمة لكل كيلومتر مربع (1,050.8/ميل2). وبلغ عدد الوحدات السكنية 948 وحدة بمتوسط كثافة قدره 175.6 لكل كيلومتر مربع (454.8/ميل2).
وتوزع التركيب العرقي للمنطقة السكنية بنسبة 84.53% من البيض و0.09% من الأمريكيين الأفارقة و3.33% من الأمريكيين الأصليين و0.46% من الأمريكيين ذوي الأصول الآسيوية و0.14% من سكان جزر المحيط الهادئ و8.72% من الأعراق الأخرى و2.74% من عرقين مختلطين أو أكثر و20.45% من الهسبانيون أو اللاتينيون من أي عرق.
بلغ عدد الأسر 880 أسرة كانت نسبة 28.9% منها لديها أطفال تحت سن الثامنة عشر تعيش معهم، وبلغت نسبة الأزواج القاطنين مع بعضهم البعض 59.5% من أصل المجموع الكلي للأسر، ونسبة 8% من الأسر كان لديها معيلات من الإناث دون وجود شريك،  بينما كانت نسبة 5.6% من الأسر لديها معيلون من الذكور دون وجود شريكة وكانت نسبة 26.9% من غير العائلات. تألفت نسبة 20.3% من أصل جميع الأسر من عدة أفراد يعيشون في نفس المنزل ونسبة 7.4% كانت تتألف من شخص يعيش بمفرده يبلغ من العمر 65 عاماً أو أكثر. وبلغ متوسط حجم الأسرة المعيشية 2.49، أما متوسط حجم العائلات فبلغ 2.85.
بلغ العمر الوسطي للسكان 44.0 عاماً. وكانت نسبة 21.2% من القاطنين تحت سن الثامنة عشر، وكانت نسبة 7.2% بين الثامنة عشر والرابعة والعشرين عاماً، ونسبة 22.9% كانت واقعةً في الفئة العمرية ما بين الخامسة والعشرين والرابعة والأربعين عاماً، ونسبة 31.5% كانت ما بين الخامسة والأربعين والرابعة والستين، ونسبة 17.2% كانت ضمن فئة الخامسة والستين عاماً فما فوق. وتوزع التركيب الجنسي للسكان بنسبة 50.3% ذكور و49.7% إناث.